# Pueyo de Santa Cruz
Pueyo de Santa Cruz est une commune d’Espagne, dans la province de Huesca, communauté autonome d'Aragon comarque de Cinca Medio.

## Histoire

### Les Templiers et les Hospitaliers
En 1184, Sanche de Castille, reine d'Aragon échange avec les Templiers Pueyo de Monzón et Santalecina (es) contre les églises de Sena et de Sigena afin de permettre la fondation du monastère Sainte-Marie de Sigena
Pueyo de Moros ou encore de Monzón et Santalecina appartenaient aux Hospitaliers avant cet échange. Les Villa de Sena et de Sigena également sauf les deux églises qui appartenaient aux Templiers.